# Hiroko Oyamada

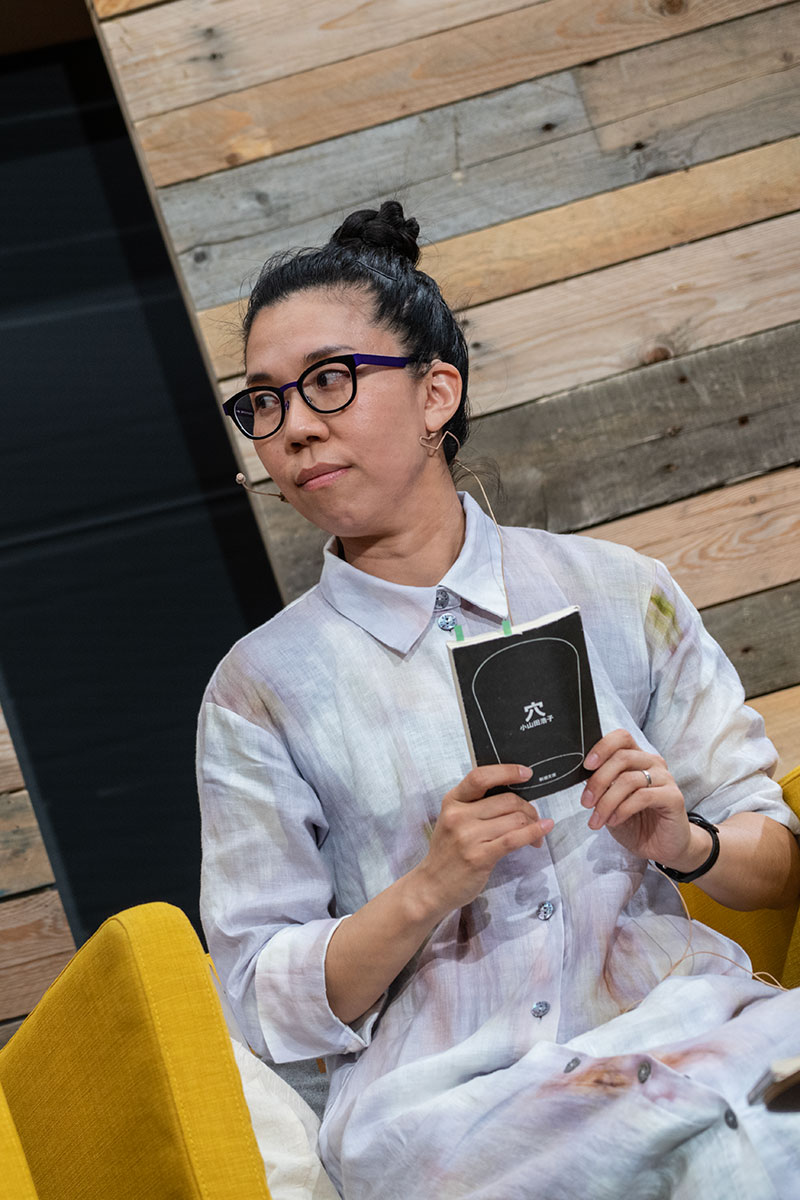
Hiroko Oyamada

Hiroko Oyamada (japanisch 小山田浩子 Oyamada Hiroko; * 1983 in Hiroshima) ist eine japanische Schriftstellerin.

## Leben
Hiroko Oyamada studierte an der Universität Hiroshima japanische Sprache und Literatur. Nach ihrem Studium hatte sie verschiedene Jobs – unter anderem war sie über eine Leiharbeitsfirma bei einem Autohersteller angestellt – die sie zu ihrer Erzählung Kōjō (dt. Fabrik) inspirierten. 2010 wurde sie für Kōjō mit dem Shinchō-Preis ausgezeichnet. Drei Jahre später erhielt sie außerdem den Akutagawa-Preis für Ana (dt. Loch).

## Werke
- 2013 Kōjō (工場, dt. Fabrik). Shinchōsha, ISBN 978-4-10-333641-9
  - The Factory. Aus dem Japanischen von David Boyd. New Directions, New York 2019, ISBN 978-0-8112-2885-5
  - Die Fabrik. Aus dem Japanischen von Nora Bierich. Rowohlt Verlag, Hamburg 2026, ISBN 978-3-498-00794-2
- 2014 Ana (穴, dt. Loch). Shinchōsha, ISBN 978-4-10-333642-6
  - Das Loch. Aus dem Japanischen von Nora Bierich. Rowohlt Verlag, Hamburg 2024, ISBN 978-3-498-00486-6